# Iga Cembrzyńska
Maria Elżbieta „Iga” Cembrzyńska (n. 2 iulie 1939, Radom, Polonia) este o actriță poloneză, cântăreață, compozitoare, scenaristă, regizor de film și producător de film.
Conduce propria companie de film, Iga Film. Iga este cunoscută cel mai ales pentru rolurile sale din Manuscrisul găsit la Saragosa (1964) și în aproape toate filmele regizate de soțul ei Andrzej Kondratiuk. Cembrzyńska este membră a Academiei Poloneze de Film.

## Biografie și carieră
Maria Elżbieta Cembrzyńska s-a născut ca fiica Irenei Sołtyk și a lui Wacław Cembrzyński.
Are un frate mai mic cu șapte ani, Zbigniew. S-a născut la Radom, dar a și-petrecut primii ani din viață, în timpul celui de-al Doilea Război Mondial, la Brześć și Rogów. După război, s-a întors cu familia ei la Radom, unde a locuit într-o casă pe strada Trawna.
A început să învețe să cânte la pian în copilărie și a fost înscrisă la o școală de muzică. A studiat la liceu într-o clasă cu profilul natură și geografie și și-a continuat educația muzicală la o școală de muzică din Katowice, dar s-a întors repede la Radom.
Timp de un semestru Iga Cembrzyńska a studiat la Facultatea de Filozofie de la Universitatea Nicolaus Copernicus din Toruń și mai târziu s-a înscris la Școala Națională de Teatru Aleksander Zelwerowicz din Varșovia pe care a absolvit-o în 1962. În timpul studiilor a luat numele de Iga, care se referă la actrița Iga Mayr, cea care a inspirat-o să urmeze o carieră în actorie.
A interpretat în mai multe teatre proeminente din Varșovia, cum ar fi: Teatr Powszechny, Teatr Komedia și Teatr Ateneum.  În anii 1960 a fost o cântăreață populară (inclusiv hit-ul „W siną dal”, În albastru).
În 1964, a debutat pe ecran în rolul prințesei Emina în Manuscrisul găsit la Saragosa regizat de Wojciech Has după un roman omonim de Contele Jan Potocki.
Pentru rolul Stara în  lungmetrajul dramatic Gwiezdny pył (cu sensul de Praf de stele, 1982) regizat de Andrzej Kondratiuk, ea a primit statueta Złotego Ekranu  (Ecranul de Aur) de la cititorii revistei Ekran.
În anii 1990 a fondat compania de producție Iga Film și a devenit producătoarea tuturor filmelor soțului ei, Andrzej Kondratiuk.
În 1989, ea a lansat un album de muzică intitulat Szkoła tańców salonowych (Școala de dansuri din salon), iar în 1999 - albumul Mój intymny świat – Koncert w Trójce (Lumea mea intimă - Concert la Trójka).
În 2000, a debutat ca regizoare, cu documentarul Pamiętnik filmowy Igi C (Jurnalul de film al [actriței] Iga C), o producție a Televiziunii Poloneze pentru TVP 2. Filmul prezintă viața sa alături de fostul ei soț, Andrzej Kondratiuk. În anii următori a avut premiera a încă două filme, ambele dedicate femeilor din sport: în 2002 a fost lansat documentarul 48 godzin z życia kobiety (48 de ore din viața unei femei) despre campioana mondială la box profesionist Agnieszka Rylik, iar în 2003 - Ikar w spódnicy (Icarus în fustă) despre Małgorzata Margańska , campioană mondială la planor acrobatic. În 2006 a jucat în piesa Klimakterium... i już  (Menopauză ... și atât) la Teatr Rampa.
La 15 martie 2016 a fost publicată cartea Mój intymny świat (Lumea mea intimă), un interviu cu Iga Cembrzyńska realizat de Magdalena Adaszewska.

## Viața privată
În anii 1960 s-a căsătorit cu filosoful Andrzej Kasia, cu care a divorțat după câțiva ani de căsătorie. 
A fost soția regizorului polonez Andrzej Kondratiuk, de la începutul anilor 1980 până la moartea lui în 2016. Cei doi nu au avut copii.

## Filmografie
1. Salto (1965)
2. Manuscrisul găsit la Saragosa, Rękopis znaleziony w Saragossie (1965)
3. Komedia z pomyłek (1967) (TV)
4. Stawka większa niż życie (1 episod, serial TV)
5. Ściana czarownic (1967)
6. Jowita (1967)
7. Hydrozagadka (1970) (TV)
8. Motodrama (1971)
9. Skorpion, Panna i Łucznik (1973)
10. Jak to się robi (1974)
11. Smuga cienia (1976)
12. Pełnia (1980)
13. Levins Mühle (1980)
14. Gwiezdny pył (1982)
15. Hotel Polan und seine Gäste (1982) (TV)
16. Yokohama (1982)
17. Klakier (1983)
18. Krzyk (1983)
19. Engagement (1984) (TV)
20. Widziadło (1984) (voce)
21. Cztery pory roku (1985)
22. Big Bang (1986) (TV)
23. Rajska jabłoń (1986)
24. Dziewczęta z Nowolipek (1986)
25. Siekierezada (1986)
26. Pay Off (1987, TV)
27. Crimen (1988, TV mini-serial TV)
28. Powroty (1989)
29. Mleczna droga (1991) (TV)
30. Ene
31. Panna z mokrą głową (1994)
32. Wrzeciono czasu (1995)
33. Słoneczny zegar (1997)
34. Córa marnotrawna (2001)
35. Szycie na goraco (2004) (TV)
36. Bar pod młynkiem (2005) (TV)
37. Na dobre i na złe (1 epiѕod, serial TV)

Filmele Cztery pory roku (Patru anotimpuri, 1985), Wrzeciono czasu (Axa timpului, 1995) și Słoneczny zegar (Ceasul solar, 1997), toate regizate de Andrzej Kondratiuk, cu actrița Iga Cembrzyńska, formează o trilogie (cu toate că regizorul a intenționat să realizeze și un al patrulea film). Tema principală a filmelor o reprezintă relațiile reciproce dintre Kondratiuk și soția sa, celebra actriță Iga Cembrzyńska. Aceștia sunt uniși nu numai prin căsătorie, dar și printr-o dragoste comună pentru artă.